# Hydroporus incommodus
Hydroporus incommodus là một loài bọ cánh cứng trong họ Bọ nước. Loài này được Fery miêu tả khoa học năm 2006.